# Maransin
Maransin – miejscowość i gmina we Francji, w regionie Nowa Akwitania, w departamencie Żyronda.
Według danych na rok 1990 gminę zamieszkiwało 818 osób, a gęstość zaludnienia wynosiła 27 osób/km² (wśród 2290 gmin Akwitanii Maransin plasuje się na 508. miejscu pod względem liczby ludności, natomiast pod względem powierzchni na miejscu 279.).